# ۲۳ دی
۲۳ دی دویست و نود و نهمین روز سال در گاه‌شماری خورشیدی است. به پایان سال ۶۶ روز (۶۷ روز در سال کبیسه) باقی‌است.

## رویدادها
- ۱۳۵۷ - تشکیل شورای سلطنت
- ۱۳۵۷ - انتخاب سید جلال‌الدین تهرانی به ریاست شورای سلطنت

## زادروزها
- ۱۲۷۰ - محمدعلی جمال‌زاده، نویسنده و مترجم (د. ۱۳۷۶)
- ۱۲۹۳ - محمود اعتمادزاده (م.ا. به‌آذین)، نویسنده و مترجم (د. ۱۳۸۵)
- ۱۲۹۸ - جهانگیر آموزگار، وزیر اقتصاد، نماینده مجلس شورای ملی، عضو هیئت اجرایی صندوق بین‌المللی پول، نویسنده و اقتصاددان (د. ۱۳۹۶)
- ۱۳۶۰ - محمد علیزاده، خواننده

## درگذشت‌ها
- ۱۳۸۶ - جعفر شهیدی، مورخ و پژوهشگر (ز. ۱۲۹۷)
- ۱۳۸۶ - احمد مجتهدی تهرانی، روحانی و مجتهد (ز. ۱۳۰۲)
- ۱۳۹۰ - ایرج گرگین، روزنامه‌نگار و گوینده تلویزیون (ز. ۱۳۱۳)
- ۱۳۹۰ - عبدالله مجتبوی، کشتی‌گیر
- ۱۳۹۴ - سعید سیاح طاهری، نظامی ایرانی و از فرماندهان جنگ ایران و عراق و فعال فرهنگی و اجتماعی